# Matsutaro Wakamoto
Matsutaro Wakamoto (jap. 若本 松太郎 Wakamoto Matsutaro) – japoński i mandżurski skoczek narciarski, dwuboista i alpejczyk. Mistrz Japonii w skokach narciarskich, dwukrotny mistrz Japonii juniorów w slalomie i reprezentant Mandżukuo  na nieoficjalnych zimowych igrzyskach azjatyckich w 1943.

## Życiorys
W 1938 zdobył tytuł mistrza Japonii juniorów w slalomie na stokach Sapporo. 10 stycznia 1938 wziął udział w konkursie skoków na Stadionie Koshien. Oddał najdłuższy skok (27 metrów), jednak nie wystarczył on do zajęcia miejsca na podium. Rywalizacji przyglądało się 40 tysięcy widzów. 27 lutego 1938 wziął udział w konkursie skoków na Stadionie Korakuen, zajął 8. miejsce. W 1939 w Sapporo obronił tytuł mistrza Japonii juniorów w slalomie, o ile wcześniej występował bez klubu to tym razem reprezentował Toyoharę. W 1943 mistrzostwa Japonii w narciarstwie rozegrano pierwszy i ostatni raz w Nikkō, w prefekturze Tochigi. Na tamtejszej skoczni Wakamoto zwyciężył, do zawodów przystępując jako reprezentant Mandżukuo. W tymże roku wziął on też udział w rozgrywanych w Xinjing nieoficjalnych zimowych igrzyskach azjatyckich i zdobył dla Mandżukuo dwa srebrne medale, w skokach ustępując jedynie Fumiemu Asaki, a w zjeździe Kaneyukiemu Wakao.
W następnych latach z powodu wojny nie odbywały się mistrzostwa Japonii i inne cykliczne zawody narciarskie a zajęcie Toyohary przez Związek Radziecki uniemożliwiło Wakamoto reprezentowanie tamtejszego klubu, związał się on w następnych latach z klubem w Sapporo. Po wojnie pracował jako instruktor narciarski dla amerykańskich żołnierzy. 23 lutego 1947 wygrał konkurs skoków na skoczni Ōkurayama w ramach 18. edycji Miyasama Ski Games. W 1951 zwyciężył w slalomie w lokalnych zawodach w Otaru. W późniejszych latach wygrywał zawody w skokach w kategorii wiekowej trzydziestolatków: w 1953 w Ōdate, w 1955 w Asahikawie, 2 marca 1958 w Sapporo i 22 lutego 1959 w Yonezawie, te dwa pierwsze reprezentując prefekturę Hokkaido, a dwa późniejsze jako reprezentant Tokio.